# جایزه اینو لینو
جایزه اینو لینو یک جایزه سالانه ادبی است که از سال ۱۹۵۶ به نویسندگان برتر فنلاند با تأکید ویژه بر شاعران، اهدا می‌شود.
این جایزه به افتخار اینو لینو، یکی از پیشگامان شعر فنلاند برپا شده‌است.

## گیرندگان
- ۱۹۵۶ ویلیو کایاوا
- ۱۹۵۷ هلوی یووونن
- ۱۹۵۸ رب انکل
- ۱۹۵۹ سیمو پوپپونن
- ۱۹۶۰ اولاوی پااوولاینن
- ۱۹۶۱ یوها ماننرکرپی
- ۱۹۶۲ پرتی نیمینن
- ۱۹۶۳ پاوو هاویککو
- ۱۹۶۴ آروو سالو
- ۱۹۶۵ هاگار اولسون
- ۱۹۶۶ ایناری وورلا
- ۱۹۶۷ ماریا-لنا میککلا
- ۱۹۶۸ کرتو کاونیس‌کانگاس
- ۱۹۶۹ هیکی پالمو
- ۱۹۷۰ ویلهلم هلاندر
- ۱۹۷۱ ویلهلم هلاندر و میکائیل سوندمان
- ۱۹۷۲ رائول پالمگرن
- ۱۹۷۳ آروو تورتیاینن
- ۱۹۷۴ کایسا کرهونن
- ۱۹۷۵ هنریک تیککانن
- ۱۹۷۶ ایلا کیویکاهو
- ۱۹۷۷ نیلس-بریه استورمبوم
- ۱۹۷۸ یوککا وینو
- ۱۹۷۹ میرکا رکولا
- ۱۹۸۰ الوی سینروو
- ۱۹۸۱ وینو کیرستینه
- ۱۹۸۲ هاننو مکله
- ۱۹۸۳ پنتی لینکلا
- ۱۹۸۴ ارنو پاسیلیننا
- ۱۹۸۵ هاننو سالاما
- ۱۹۸۶ کلاس اندرسون
- ۱۹۸۷ هلوی هملینن
- ۱۹۸۸ یورکی پللینن
- ۱۹۸۹ توئوماس آنهاوا
- ۱۹۹۰ اوللی یانونن
- ۱۹۹۱ ایلهو تیهونن
- ۱۹۹۲ یان کاپلینسکی
- ۱۹۹۳ یورکی کیسکینن و یوککا کسکلاینن
- ۱۹۹۴ ریستو آهتی
- ۱۹۹۵ کای وستربری
- ۱۹۹۶ ریستو راسا
- ۱۹۹۷ توماس وربرتون
- ۱۹۹۸ رایا سیککینن
- ۱۹۹۹ کای نیمینن
- ۲۰۰۰ سیرککا ترککا
- ۲۰۰۱ مارککو اینتو
- ۲۰۰۲ ویرپی همن-آنتیلا و یاککو همن-آنتیلا
- ۲۰۰۳ توماری نورمیو
- ۲۰۰۴ وییو مری
- ۲۰۰۵ آنتی هورو
- ۲۰۰۶ یوها هورمه
- ۲۰۰۷ ایرا استنبری
- ۲۰۰۸ اوا لوتونن
- ۲۰۰۹ هاننله هوئووی
- ۲۰۱۰ ای.کو.ایهالاینن
- ۲۰۱۱ کاری آرون‌پورو
- ۲۰۱۲ مارتی آنهاوا
- ۲۰۱۳ لیف سالمن
- ۲۰۱۴ کیمو پیتیلینن
- ۲۰۱۵ لوی لهتو
- ۲۰۱۶ لیسا انولد
- ۲۰۱۷ لنا کرون
- ۲۰۱۸ کیرسی کونناس
- ۲۰۱۹ یانا کیستینن
- ۲۰۲۰ یوهانا ونهو